# Kościół Świętego Jakuba Apostoła w Stawigudzie
Kościół Świętego Jakuba Apostoła – rzymskokatolicki kościół parafialny należący do dekanatu Olsztynek archidiecezji warmińskiej.
Jest to świątynia wybudowana w 1933 roku. W 1934 roku została poświęcona przez ówczesnego biskupa warmińskiego Maksymiliana Kallera pod wezwaniem św. Jakuba Apostoła.
Budowla jest salowa, murowana, posiada wydzielone prezbiterium, jest opięta skarpami wykonanymi z ciosanych kamieni oraz otynkowana. Główne wejście do kościoła znajduje się w wybudowanej na planie prostokąta wieży, dobudowanej od strony frontowej. Wszystkie elementy bryły świątyni nakrywają dachy dwuspadowe.
We wnętrzu kościoła wykończonym drewnianym stropem przeważa współczesny, skromny wystrój. Znajdujące się w prezbiterium krzyż oraz figury św. Jana Apostoła i Matki Boskiej Bolesnej umieszczone były wcześniej w leśnej kaplicy pod wezwaniem św. Huberta położonej niedaleko wsi Rybaki.